# Ragan (Nebraska)
Ragan es una villa ubicada en el condado de Harlan en el estado estadounidense de Nebraska. En el Censo de 2010 tenía una población de 38 habitantes y una densidad poblacional de 57,99 personas por km².

## Geografía
Ragan se encuentra ubicada en las coordenadas 40°18′39″N 99°17′23″O / 40.31083, -99.28972. Según la Oficina del Censo de los Estados Unidos, Ragan tiene una superficie total de 0.66 km², de la cual 0.66 km² corresponden a tierra firme y (0%) 0 km² es agua.

## Demografía
Según el censo de 2010, había 38 personas residiendo en Ragan. La densidad de población era de 57,99 hab./km². De los 38 habitantes, Ragan estaba compuesto por el 100% blancos.